# Flörsbachtal
Flörsbachtal è un comune tedesco di 2 370 abitanti situato nel land dell'Assia.

## Geografia antropica

### Frazioni
- Flörsbach
- Kempfenbrunn
- Lohrhaupten
- Mosborn